# Jurassic Park: The Game
Jurassic Park: The Gameとは映画『ジュラシック・パーク』に基づくグラフィックアドベンチャーゲームである。ユニバーサル・ピクチャーズのライセンス契約の一環でTelltale Gamesにより開発された。2011年にMicrosoft Windows、Macintosh、PlayStation 3、Xbox 360などにて発売。

## 要素
ゲームは三人称視点アドベンチャーゲームで、スティーヴン・スピルバーグ監督の映画『ジュラシック・パーク』とリンクして、映画でコントロールセンターのシステムトラブルの事故が起きた時に起こった物語と映画のすぐ後に起きた物語からなる。ゲーム開発に置いて、ユニバーサル・ピクチャーズが直接関わっている為、『ジュラシック・パーク』シリーズの公式設定の一部ともなっている。
また映画4作『ジュラシック・ワールド』に登場する架空の会社マスラニ・グローバル社のオフィシャルサイトにてゲームに登場するイスラ・ヌブラル島の歴史や火山の事など一部の設定を引用して載せている、他、映画5作『ジュラシック・ワールド/炎の王国』に登場する架空の恐竜保護グループのDinosaur Protection Groupのオフィシャルサイトにてゲームに登場する火山の設定の事が引用して載せている。

## エピソード
ゲームは4つのエピソードからなる物語となっている。

## 登場人物
ゲイリー・ハーディング（Gerry Harding）
(声：ジョン・カレー)
主人公で、ジュラシック・パークに常駐している獣医。映画にも獣医で同名のハーディングが登場しており、同一人物と思われるが、映画と多少、顔が異なっている。ジェシカ（ジェス）・ハーディングと『2』のサラ・ハーディングは彼の娘である。
ジェシカ・（ジェス）・ハーディング（Jessica Harding）
(声：ヘザー・ハドソン)
ゲイリー・ハーディングの娘。
ニマ・クルス（Nima Cruz）
(声：ニカ・ファターマン)
デニス・ネドリーが盗んだ恐竜の胚が入ったシェービングクリームの缶を取り戻す為に、バイオシン・コーポレーション社に雇われジュラシック・パークに派遣された女性傭兵。スペイン語と英語を使い分けて喋る。彼女は1980年代までイスラ・ヌブラル島に定住していた先住民のブリブリ族系のツーンシ族（Tun-Si、水の人々）の出身である。さらに、彼女自身イスラ・ヌブラル島の出身者でスピリチュアルヒーラーの父に育てられた。彼女は1993年までに密輸業者だった。バイオシン・コーポレーション社のマイルス・ チャドウィックを連れて、船で島に行き、ジャングルの道路で、ジープと共にネドリーの死体を発見した。泥に埋まっていた缶を得たがディロフォサウルスの群れに襲われた。その後、トロオドンに襲われ、左腕を噛まれた。毒に犯され、意識が朦朧としていたところ、ゲイリーとジェシカのハーディング親子が乗るジープの前に現れ倒れ発見された。その後、意識を取り戻した後、彼女はハーディング親子と共にティラノサウルス・レックスが現れたビジターセンターに向かった。ゲームの最後ではプレイヤーの選択によって彼女の生き残るグッドエンディングか死ぬかのバッドエンディングの2つの結末がある。
マイルス・ チャドウィック（Miles Chadwick）
(声：ジャリッド・エマーソン・ジョンソン)
インジェン社のライバル、バイオシン・コーポレーション社の従業員。デニス・ネドリーが盗んだ恐竜の胚の遺伝子が入ったシェービングクリームの缶を取り戻すためにニマ・クルスと共にイスラ・ヌブラル島に上陸した。臆病な性格で、ネドリーを発見してディロフォサウルの群れが現れた時、怯えていた。ディロフォサウルスに殺された。
ローラ・ソーキン（Laura Sorkin）
(声：スーザン・キャッシュ)
インジェン社の女性遺伝子学者。アーカンソー州の農場にて育ち、彼女は1970年代に動物の権利の為の活動も行って逮捕歴もある。彼女は研究所で、ヘンリー・ウーと共にトロオドンを誕生させて担当していたが、ジョン・ハモンドが危険と指摘し、処分を命じられていた。野外実験室と言う研究所に取り残されて救助が来るのを待っていた。最後はティロサウルスに殺される。
デービッド・バンクス（David Banks）
(声：ジェームズ・ホーラン)
インジェン社の遺伝子学者。ローラ・ソーキンの研究助手として研究所で事件後もソーキンと一緒に過ごしていたが、ソーキンの警告を無視してアランティン・ペンスと言う危険なヴェロキラプトルとトロオドンを保管する為の隔離された特別な囲いの施設に向かいヴェロキラプトルかトロオドンに殺される。
バーニー（Barney）
イスラ・ヌブラル島のイーストドック（East Dock）の責任者のドックマスター。
アーティ・ブリッジス（Artie Bridges）
名前のみ言及の「ジュラシック・パーク」で働く科学者。ソーキンの友人で彼はかつて使用されていたラジオ局の頭になったが一部では悪い代替手段と見なされていた。ラジオのリプレイによると、彼は最後の船に午後7時頃に乗り、ヌブラル島から去った為、事件に巻き込まれなかった。
パーカー（Parker）
インジェン社本部で働く従業員。 ローラ・ソーキンがインジェン社本部に電話した時、彼はソーキンに「ジュラシックパーク」施設へのナパーム爆撃するか聞いた。ソーキンは本部のマキアかピーター・ラドローに爆撃を止める事を頼んだ。パークが汚染されて恐竜が病気に掛かっていると言ったがソーキンは激怒した。
マキア（Maquire）
インジェン社本部で働く女性従業員。名前のみ言及の人物で、ローラ・ソーキンがインジェン社本部に電話した時、「ジュラシックパーク」施設へのナパーム爆撃が彼女とピーター・ラドローの判断で爆撃しない様に頼んだ。ピーター・ラドローと並ぶ位地の高いインジェン社本部の人物であるとされている。
ビリー・ヨーダー（Billy Yoder）
(声：ジェイソン・マースデン)
ジュラシック・パーク事件の後、イスラ・ヌブラル島の行方不明の人達を救出する為、インジェン社に雇われた傭兵。先に派遣されていたブラヴォーチームと合流する為、ビジターセンターに到着するが、ブラボーチームの死体を発見する。ビジターセンター内でトロオドンの群れと遭遇した後、ヘリでゲイリー達、3人を探した。最後はティラノサウルスに食われた。
オスカー・モラレス（Oscar Morales）
(声：カルロス・カラスコ)
ジュラシック・パーク事件の後、イスラ・ヌブラル島の行方不明の人達を救出する為、インジェン社に雇われた傭兵。顎鬚に刺青を入れている。ニマ・クルスと同じイスラ・ヌブラル島出身の先住民ブリブリ族系のツーンシ族である。ジュラシック・パーク事件の12年前インジェン社が強制的にイスラ・ヌブラル島からブリブリ族を追い出そうとした時、反対する部族の者を排除する為、インジェン社は何人かの部族の者を強制的に傭兵に雇った。彼もその1人だった。ニマらの他の部族の中には抵抗して阻止しようとしたが、彼は強制排除の任務で、ニマの父を始め反対していた一部の部族の者を殺害しており、ニマが彼を憎んでいた。最後はヴェロキラプトルに殺される。
ダニエル（ダニー）・カファロ（Daniel Cafaro）
(声：アリ・ルビン)
愛称はD-Caf。イスラ・ヌブラル島に取り残されている行方不明人達を救出する為、インジェン社に雇われたブラヴォーチームのヘリコプターのパイロット。
バルガス（Vargas）
イスラ・ヌブラル島に取り残されている行方不明者達を救出する為、インジェン社に雇われた傭兵。ブラボーチームの1人。トロオドンに噛まれた毒成分が原因で、譫妄状態となり彼は僚のリナレスとガーザを射殺してしまった。その為、ビリーとオスカーがビジターセンターに入った時、彼1人だけ生きていた。怯えてオスカーに腕を撃たれた後、最後はトロオドンに殺された。
リナレス（Linares）
イスラ・ヌブラル島に取り残されている行方不明人達を救出する為、インジェン社に雇われた傭兵。ブラボーチームの1人。ビジターセンターに到着した時、譫妄状態で狂った仲間のバルガスに殺された。
ガーザ（Garza）
イスラ・ヌブラル島に取り残されている行方不明人達を救出する為、インジェン社に雇われた傭兵。ブラボーチームの1人。ビジターセンターに到着した後、譫妄状態で狂ったバルガスに殺された。
ハスケル（Haskell）
名前のみの言及のコスタリカにあるアメリカ大使館の人物。ビリー・ヨーダーらインジェン社の傭兵は任務を彼に報告しなければならなかった。軍によるイスラ・ヌブラル島への爆撃の命令を出した人物とされる。

## 登場する恐竜及び古代生物
ヴェロキラプトル（ラプトル） Velociraptor
サイトBのイスラ・ソルナ島から新たに運ばれた5羽のヴェロキラプトル。左目に傷跡がある気性が荒い雌のラプトルをリーダーにしており、映画のリーダー格のラプトルがティラノサウルスに殺された後、イスラ・ヌブラル島での新たなラプトルのリーダーとなった。ハモンドからあまりにも危険だと指摘され、ハモンドの命令により、ソーキンはラプトルをクアランティン・ペンス（Quarantine penｓ）と呼ばれる隔離された特別な囲いの施設に保管されていた。ジュラシック・パーク事件で逃げ出した。
なお、映画でティラノサウルスに殺されたヴェロキラプトルの足など体の一部がビジターセンターに辿り着いたゲイリー達によって発見されている。
トリケラトプス Triceratops
レディー・マーガレット（Lady Margaret）
バキタ（Bakhita）
パラサウロロフス Parasaurolophus
プテラノドン Pteranodon
コンプソグナトゥス Compsognathus
ティラノサウルス・レックス Tyrannosaurus rex
映画1作目に登場した個体と同一である。映画の後、ゲイリー、ジェス、ニマがビジターセンターに辿り着いた時、3人を襲った。
ヘレラサウルス Herrerasaurus
ティロサウルス（モササウルス） Tylosaurus/Mosasaurus
海生爬虫類の一種。
ディロフォサウルス Dilophosaurus
映画1作目に登場した同一の個体と、別のもう1体のディロフォサウルスが登場。バイオシン・コーポレーション社のマイルズとニマがネドリーの死体を発見した時、登場した。もう1体の方はビリーとオスカーに遭遇し、襲おうとした。
トロオドン Troodon
大きな目をした肉食恐竜。ゲームでのトロオドンは最初、未確認の夜行性の恐竜として登場し、大きな目から光が反射して不気味に光る。毒を持ち、噛まれると幻覚や痛みや高熱、麻痺などの症状が現れ、最終的に死ぬ。サイトBのイスラ・ソルナ島から5羽のヴェロキラプトルと共に新たに運ばれた。ハモンドから危険だと指摘され、クアランティン・ペンス（Quarantine penｓ）と呼ばれる隔離された特別な囲いの施設に保管されていた。ハモンドから安楽死を命じられていたが、監視を行っていたソーキンは殺さずに秘密裏で、トロオドンの研究を続けていた。ジュラシック・パーク事件で逃げ出した。
シファクティヌス Xiphactinus

## 登場する場所
トリケラトプスのパドック（Triceratops Paddock）
イーストドック（East Dock）
イスラ・ヌブラル島の東部にある船乗り場。映画1作で恐竜の胚を盗んだデニス・ネドリーがジープで向かっていた場所。「ジュラシック・パーク」の出荷港として構築された。バーニーと言う従業員がここのドックマスターを勤める。バイオシン・コーポレーション社から派遣されたニマ・クルスとマイルス・ チャドウィックはここに到着し、ネドリーと落ち合う事になっていた。
ディロフォサウルスのパドック（Dilophosaur Paddock）
ビジターセンター（Visitor Center）
映画にも登場した「ジュラシック・パーク」のビジターセンター。
ボーンシェーカー（Bone Shaker）
「ジュラシック・パーク」のアトラクション施設のジェットコースター。ほぼ完成していたが、まだ建設中だったのか建設機材など放置されていた。ヘレラサウルスとヴェロキラプトルのパドックのすぐ近くにある為、ロバート・マルドゥーンは懸念を表明していたが、インジェン社はその、心配を忘れ去り無視して建設を続行した。この場所はかつて島の先住民ブリブリ族が家畜のヤギの通路として利用していたが、島民を追い出した後、インジェン社がそれを利用してジェットコースター建設を行った。元島民のニマ・クルスはその変わり様を見て愕然としていた。
野外実験室（Field Lab）
イスラ・ヌブラル島の北部にあるローラ・ソーキン博士の研究所。ローラ・ソーキン博士がパラサウロロフスの性質を研究していた。ソーキンは近くにある危険だと判断されたクアランティン・ペンスと呼ばれる隔離された特別な施設に入れられていた安楽死予定のトロオドンを殺さずに秘密に研究していた。
クアランティン・ペンス（Quarantine penｓ）
ローラ・ソーキン博士の研究所の近く、ビジターセンターの北部にある特別な囲いの施設。病気になった動物やあまりにも危険と見なされ、安楽死される予定の恐竜を保管する施設だった。サイトBから新たに運ばれた5羽のヴェロキラプトルとトロオドンも、ハモンドからパークに加えるにはあまりにも危険だと見なされ、ここに保管されていた。
メンテナンストンネル（Maintenance Tunnels）
イスラ・ヌブラル島の全ての「ジュラシック・パーク」施設の地下にある地下道。この地下トンネルは全てのパドックとメンテナンス施設に続く様に造られている。
洞窟
イスラ・ヌブラル島に以前あった地下トンネルの洞窟。島にかつて住んでいたニマの部族ブリブリ族系のツーンシ族の村人が様々な理由で使用していた。
地熱発電所（Geothermal Power Plant）
イスラ・ヌブラル島にある地熱発電所。イスラ・ヌブラル島は火山島で、島のシボ山の火山のマグマを利用した地熱発電で「ジュラシック・パーク」施設への電力供給を行っている。
シボ山（Mount Sibo）
イスラ・ヌブラル島の北部にある島で最も高い山にして火山。山の地下は空洞の洞窟になっている。イスラ・ヌブラル島にかつて住んでいた先住民のブリブリ族系のツーンシ族はシボ山を神聖な山とみなして山岳信仰の対象の山であった。シボ山は元々三角形であり、それは伝統的なツーンシ族の家によく似ていた。
映画4作『ジュラシック・ワールド』と映画5作『ジュラシック・ワールド/炎の王国』のマスラニ・グローバル社とDinosaur Protection Groupのサイトの設定でも引用されてシボ山の事が載っており、映画5作の設定では大規模な火山噴火を起こしている。
海洋施設（Marine Facility）
ティロサウルス（モササウルス）など海生爬虫類を特色にした円形のガラス張り状の水中施設。ハモンドが「緊急のニーズ」の為、ソーキン博士の研究資金を半分減らし、この施設の建設に回した。
ノースドック（North Dock）
ゲームの最終場で、イスラ・ヌブラル島の北部にある港。イーストドックとは違い大型のクルーズ船が船舶出来る乗り場で、桟橋、ガードタワー、処理センター、コンテナヤードなどがある。ゲームでは大型クルーズ船用の港だが、原作版では全ての大型船が入港する港施設とだけ言及されていた。